# Janaale
Janaale (auch Janale, Jannaale, Jenale oder italienisch Genale geschrieben) ist ein Ort im Süden Somalias. Er liegt in der Region Shabeellaha Hoose am Fluss Shabelle landeinwärts von der Hafenstadt Merka.
Der Ort ist vor allem bekannt als Standort von Bananenplantagen. Diese stammen aus der italienischen Kolonialzeit, als im damaligen Italienisch-Somaliland ab 1926 Land in Janaale an italienische Siedler vergeben worden war. Hierzu wurden teilweise lokale Bauern enteignet, und umfangreiche Bewässerungskanäle wurden unter Einsatz von Zwangsarbeit angelegt.
Im unabhängigen Somalia wurden die Bananenplantagen im Rahmen des „wissenschaftlichen Sozialismus“ unter Siad Barre zunächst nicht verstaatlicht, kamen jedoch mit Einführung des Landgesetzes von 1975 und vor allem im Verlauf der 1980er Jahre teilweise unter Kontrolle von Personen, die dem Staatsapparat nahestanden.
Exportiert wurden die Bananen über den nahen Hafen von Merka. Der Bananenhandel war ein bedeutender Wirtschaftsfaktor. Aus diesem Grund kämpften 1995/1996 während des somalischen Bürgerkriegs die Warlords Aidid und Osman Ali Atto im sogenannten „Bananenkrieg“ um die Kontrolle der Bananenunternehmen und Anbaugebiete in Shabeellaha Hoose und um die Stadt Merka.
1997 kam es im Zusammenhang mit dem Klimaphänomen El Niño zu schweren Überschwemmungen in Janaale und im nahen Qoryooley. Diese beeinträchtigten die Landwirtschaft des Gebietes stark und führten zu vermehrtem Hunger und einer starken Verringerung der Bananenexporte.